# Euderus caudatus
Euderus caudatus är en stekelart som beskrevs av Thomson 1878. Euderus caudatus ingår i släktet Euderus och familjen finglanssteklar.
Artens utbredningsområde är:
- Tjeckien.
- Italien.
- Polen.
- Spanien.
- Sverige.

Arten är reproducerande i Sverige. Inga underarter finns listade i Catalogue of Life.